# プリマヴェーラ

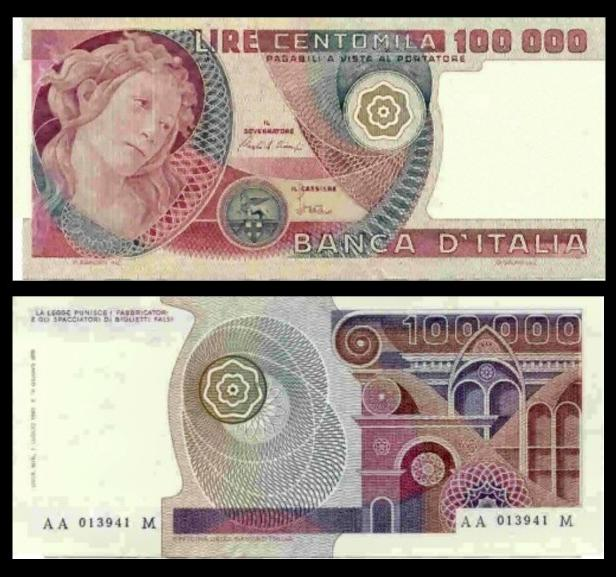
1978年から1982年まで発行されていた100,000リラ紙幣

『プリマヴェーラ』（伊: Primavera）は、ルネサンス期のイタリア人画家サンドロ・ボッティチェッリが1482年頃に描いた絵画。日本ではイタリア語からの訳語である『春』や、『春（プリマヴェーラ）』、『プリマヴェーラ（春）』などとも呼ばれる。木板にテンペラで描かれた板絵で「世界でもっとも有名な絵画作品の一つ」、「世界でもっとも言及され、議論の的となっている絵画作品の一つ」といわれている。
この作品に描かれているのが神話の登場人物たちであり、春に急成長を遂げる世界のアレゴリーであるという説を多くの研究者が支持している。その他に、プラトニック・ラブ（現代の日本で使用されている意味合いとは異なる）を主題としていると解釈する研究者も存在する。作者のボッティチェッリはこの絵画に名前を付けていなかったが、トスカーナ大公コジモ1世の宮殿ヴィッラ・カステッロに飾られていたこの作品を目にしたジョルジョ・ヴァザーリが、最初に『ラ・プリマヴェーラ (La Primavera)』と呼称した。
『プリマヴェーラ』の来歴ははっきりとしていないが、メディチ家の一員からの依頼で制作されたと考えられている。古代ローマの詩人オウィディウスとルクレティウスの詩歌からの影響が見られるほか、ボッティチェッリと同時代人のルネサンス人文主義者・詩人のアンジェロ・ポリツィアーノの影響もあるのではないかとされている。1919年以来、フィレンツェのウフィツィ美術館が所蔵している作品である。

## 構成

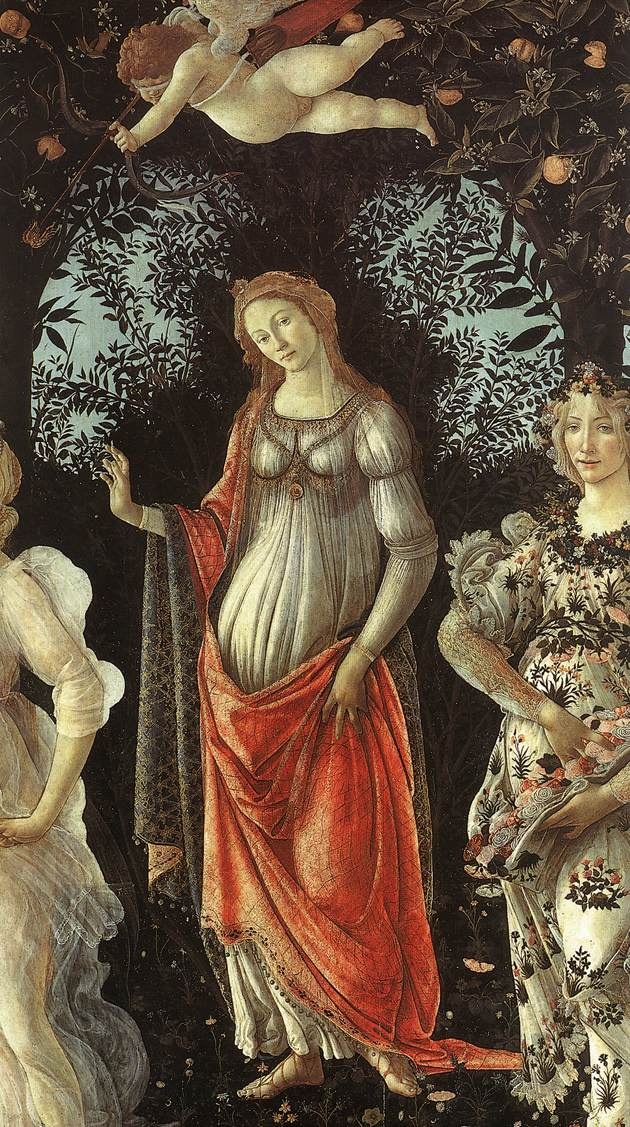
背景の木々が作るアーチに立つ女神ヴィーナス。

『プリマヴェーラ』には6人の女性と2人の男性が描かれ、画面最上部にはオレンジの木々を背景にして弓矢を番えるキューピッドが描かれている。画面右側には花模様のドレスをまとって花冠を被った女性が、ガウンの襞に集めた花を振り撒いている。この女性を「フローラ」と呼び、フローラとは、英語の「フラワー」の由来となっているものである。さらにこのフローラの右側には、羽を持つ男性に背後から襲われている、透けるような白色のドレスを着用した女性が描かれている。この男性の頬は膨らんでおり、決然とした表情をしている。さらにこの男性のみ他の人物とは異なって、超自然的な容姿で描かれている。周りの木々は男性が巻き起こす風に煽られて左へと撓んでいる、男性に襲われている女性が身に着けるドレスも同じ方向に煽られているが、左隣で花を撒く女性がまとうドレスは逆の方向にたなびいている。
画面左側には半透明のドレスをまとい、手を取り合って踊る3人の女性が描かれ、そのうちの2人はネックレスで身を飾っている。最上部のキューピッドが番える弓矢は、この3人の女性を狙っているかのように描かれている。さらにその左には、剣と兜を身に着けて真紅の布を身体に巻きつけた青年が、霞のような灰色の雲に向かって木の枝を突き出している。
画面中央には、ほかの人物たちから孤立しているような印象を与える女性が描かれている。赤色のガウンと青色のドレスを身にまとったこの女性は、鑑賞者の視線をまっすぐに見つめ返している。女性の背後の木々はアーチ状に表現され、鑑賞者の視線を中央に集める役割を果たしている。周囲の風景は極めて精緻に表現されており、500種類以上の植物と190種類ほどの様々な花が描かれている。さらに描かれている190種類の花々のうち少なくとも130種類については、実在するどの花なのかを特定できると言われている。
『プリマヴェーラ』の全体的な画面構成は、当時人気があったフランドルのタペストリーによく似ている。

## 主題

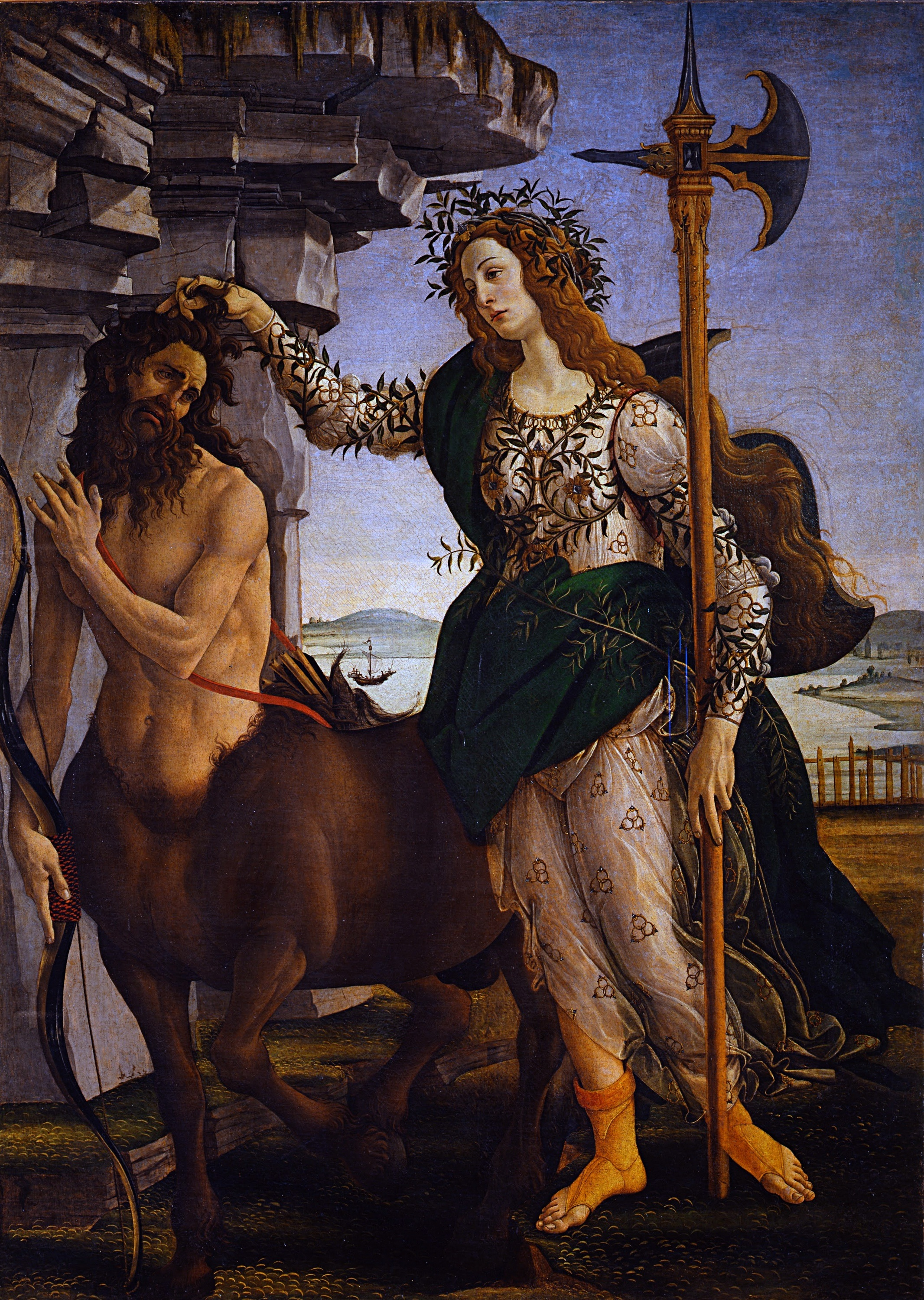
ボッティチェッリが1482年頃に制作した神話画『パラスとケンタウロス』。『プリマヴェーラ』と対になっていた作品だと言われている。

描かれている人物像について様々な説が唱えられてきたが「精妙な神話世界に肥沃や多産の寓意が込められている」という解釈が主流となっている。エレーナ・カプレッティは2002年の著書「ボッティチェッリ」で、現在の主流となっている『プリマヴェーラ』の解釈を次のように要約している。
この場面はオウィディウスの『祭暦』を下敷きとしている。『祭暦』に記されている物語では、樹木のニンフであるクローリスが生来の魅力で春を告げる西風の神ゼピュロスを魅了した。ゼピュロスはクローリスにつきまとって力ずくで自分のものにしてしまう。このときクローリスの口から花々が溢れだし、クローリスは花の女神フローラへと姿を変えたというものである。そして『祭暦』では「これ以来、世界は様々な色彩であふれるようになった」と続いている。

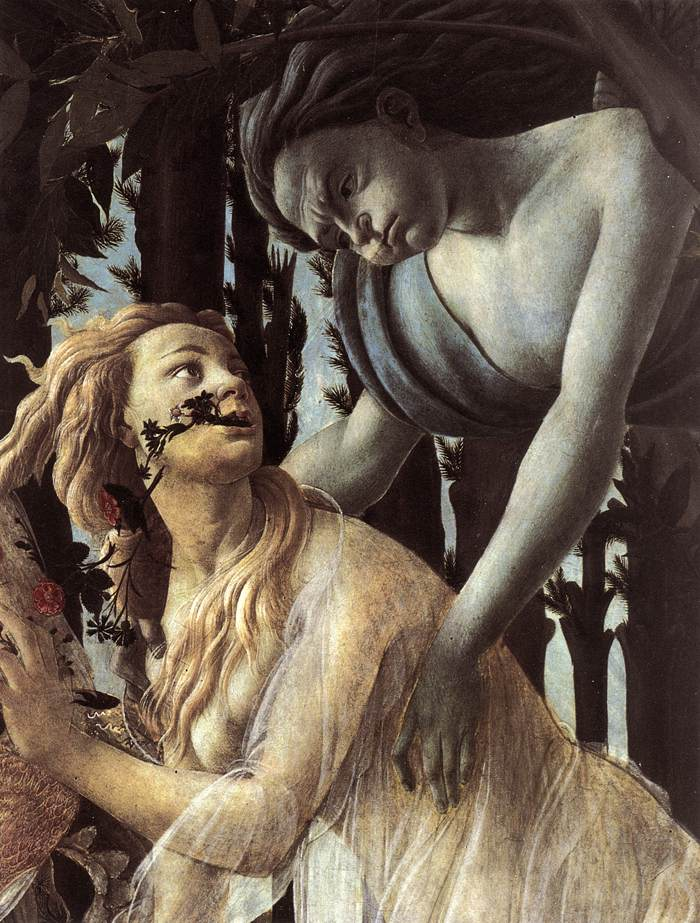
クローリスとゼピュロス。

ギリシア語で「khloros」は緑色という意味で、クロロフィルの語源にもなっている。「クローリス (Chloris)」という名前も緑色を連想させ、このことがボッティチェッリがゼピュロスを青緑色で表現した理由ではないかとされている。画面中央の女神ヴィーナスが主宰するオレンジ園は、メディチ家の象徴である。ヴィーナスは暗色のミルトスの前に立っている。古代ギリシアの詩人ヘーシオドスの『神統記』では、ヴィーナスと同一視されるアプロディーテは、切り落とされて海を漂流していた天空神ウラノスの男性器に付着していた精液から誕生したとされている。貝殻に乗って島に漂着したときにヴィーナスの裸身を隠していたのがミルトスの葉であったことから、ミルトスはヴィーナスの象徴となっていた。キューピッドに狙いを付けられながら踊る三美神はメディチ家を意味する色の宝石で身を飾り、真紅の布をまとい杖を持つマーキュリーは荒天をもたらす雲からオレンジ園を守っている。
『プリマヴェーラ』に描かれている神話の登場人物のうち、前述の人物像の特定については研究者の間でも見解がほぼ一致しているが、花模様のドレスを着用しているのは春を擬人化したプリマヴェーラであり、ゼピュロスに襲われそうになっている女性像がフローラだとする説や、真紅の布をまとっているのはマーキュリーではなくマーズだとする説などもある。
さらに『プリマヴェーラ』には、メディチ家が後援した人文主義者マルシリオ・フィチーノのプラトンに関する著作で有名になったプラトニック・ラブの概念が主題になっているという説がある。新プラトン主義の哲学者たちは、ヴィーナスを天界と俗界両方における愛の絶対者だと見なしており、古代の聖母マリアにあたると考えていた。『プリマヴェーラ』でヴィーナスは祭壇を連想させるような背景に囲まれているが、このような構図はルネサンス期における聖母マリアのイメージとしてごく普遍的なものだった。

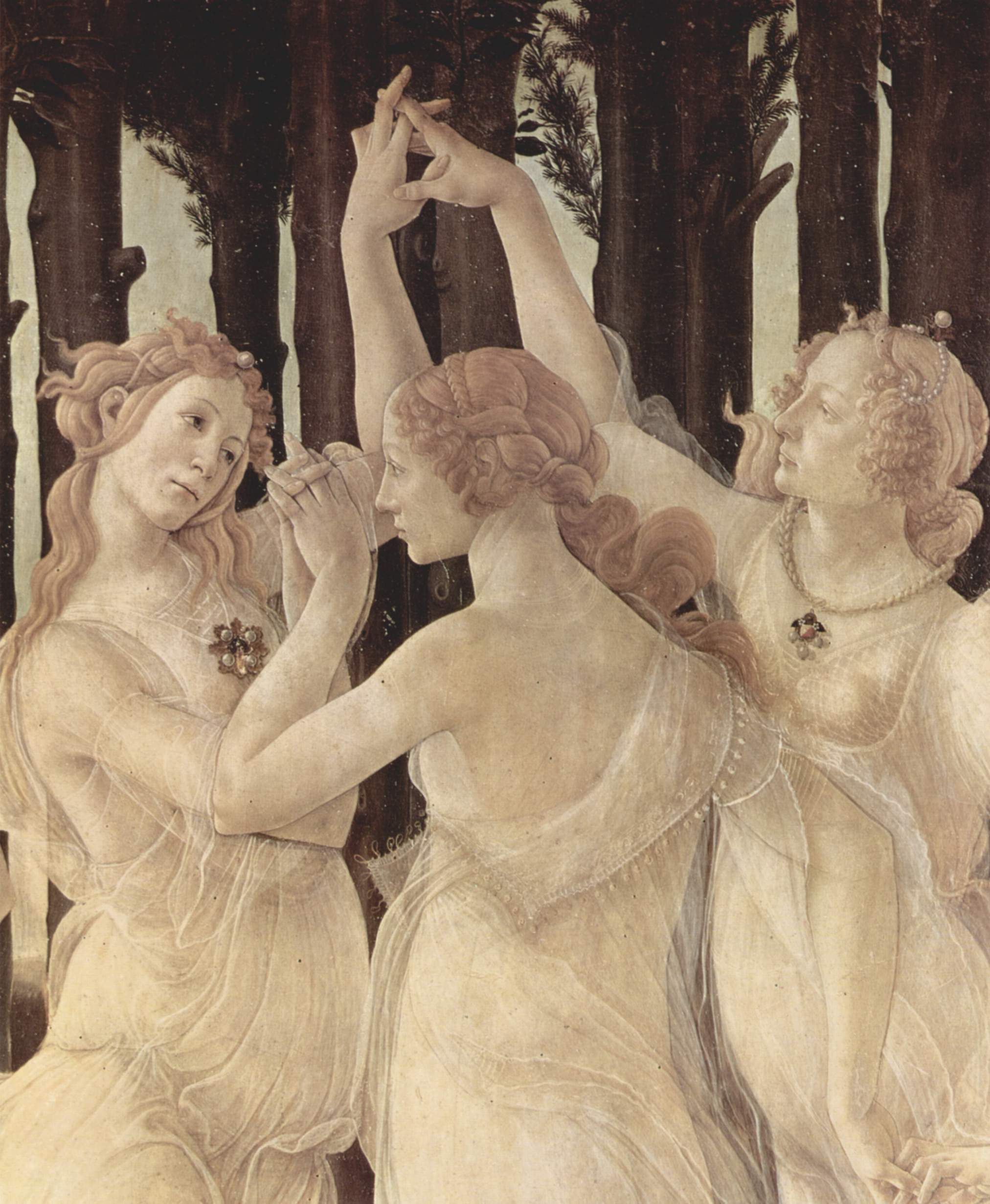
手を取り合って踊る三美神。

この解釈では、画面右側のゼピュロスが象徴する世俗の愛と左側の三美神とは大きく隔絶していることになる。三美神のうち、背景に目を向けている中央の女神は、自身がキューピッドに狙いをつけられていることにも無関心である。中央の女神はマーキュリーの方を向いているが、マーキュリーは画面上部の擬人化されたプリマヴェーラに関係がある雲に視線を注いている。『プリマヴェーラ』と対になっていた作品だと言われているボッティチェッリの『パラスとケンタウロス』には、知恵の女神アテナが好色なケンタウルスを打倒している場面が描かれ「愛は学識を希求する」という寓意が表現されている。

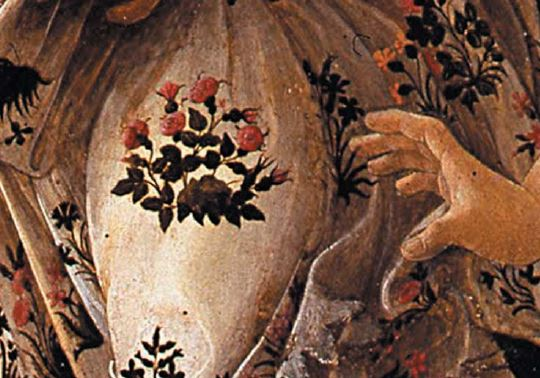
フローラのドレスの拡大図。花柄模様に偽装された寓意があると考えられている。

近年になって、フローラのドレスの花柄模様に偽装されたメッセージが存在することが判明した。そのほかの証拠とともに『プリマヴェーラ』は、ルネサンス期フィレンツェの哲学者の中で第一人者だったマルシリオ・フィチーノが主導していた、古代ギリシア・ローマの神々の復活も意図していたのではないかと考えられている。フィチーノは『プリマヴェーラ』の所有者だった若きメディチ家の一員の友人、助言者、指導者で、ヨーロッパ中にプラトン哲学を広めることに尽力していた人物だった。フィチーノが指導したプラトン哲学は、中世以来の罪悪や過失といった人間観とは対照的な、人間は神の領域に近づく神性のきらめきを持っているという思想だった。

## 来歴

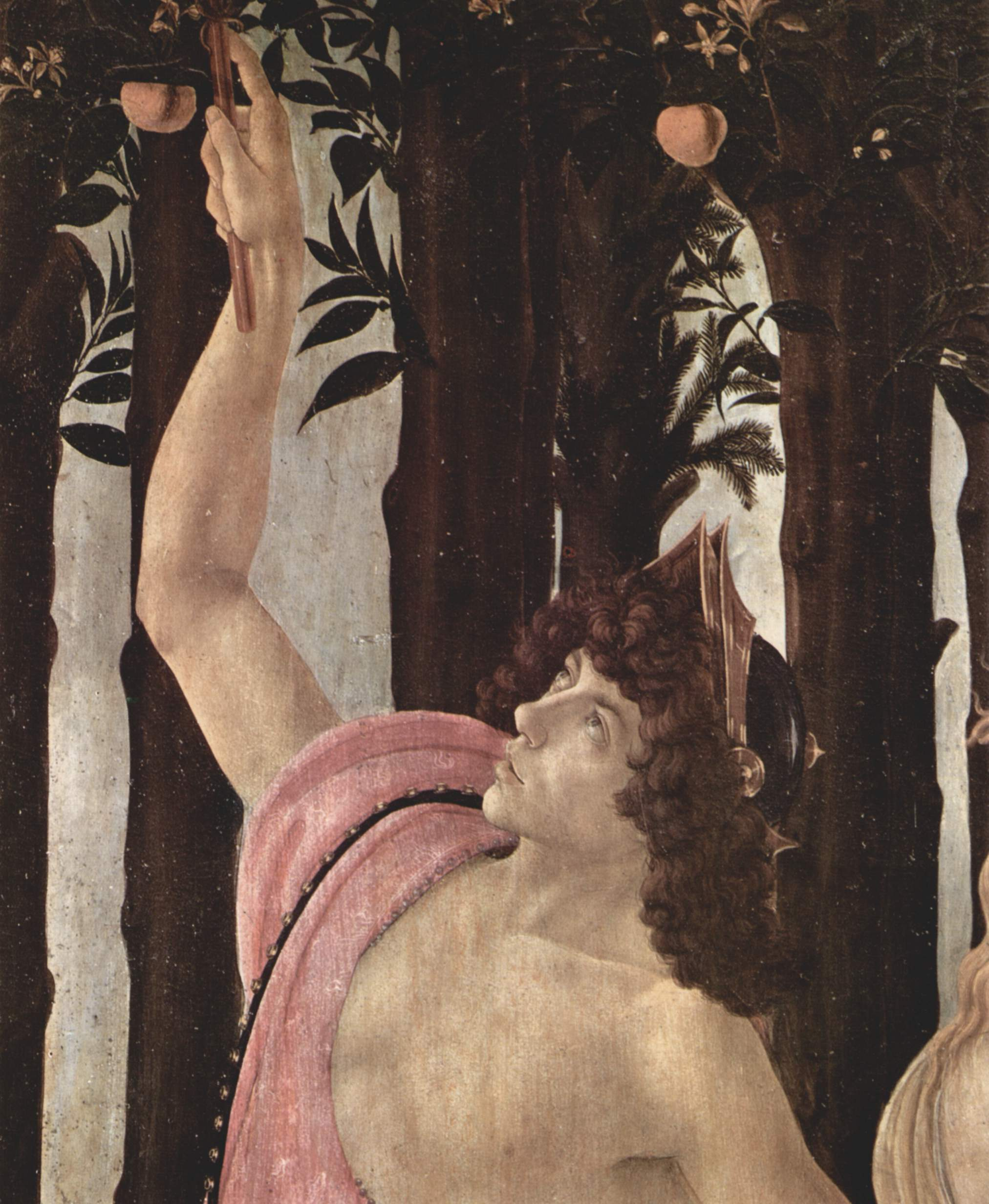
真紅の布をまとうマーキュリーのモデルは、ロレンツォ・ディ・ピエルフランチェスコ・ディ・メディチ、あるいはその従兄弟のジュリアーノ・デ・メディチだといわれている。

『プリマヴェーラ』の制作動機は伝わっていない。1477年のロレンツォ・デ・メディチによる依頼で描かれたという説や、1477年よりも後になってからロレンツォ・ディ・ピエルフランチェスコ・ディ・メディチ（en:Lorenzo di Pierfrancesco de' Medici）の依頼で描かれたという説がある。他にも、ロレンツォが甥ジュリオ・ジュリアーノ・デ・メディチ（のちのローマ教皇クレメンス7世）の誕生を祝って、ボッティチェッリに肖像画制作を依頼したが、1478年のパッツィ家の陰謀によってジュリオ・ジュリアーノの父で自身の弟にあたるジュリアーノが暗殺されると肖像画制作依頼を取り消し、かわりに1482年に結婚したロレンツォ・ディ・ピエルフランチェスコの婚礼祝いに『プリマヴェーラ』の制作を依頼したという説もある。。
『プリマヴェーラ』のマーキュリーはロレンツォ・ディ・ピエルフランチェスコを、フローラもしくはヴィーナスはその妻セミラミデを、それぞれモデルとしているとされることが多い。その他の説として、ヴィーナスのモデルはマルコ・ヴェスプッチの妻でジュリアーノ・デ・メディチの愛人だったとされるシモネッタ・ヴェスプッチであり、ジュリアーノはマーキュリーのモデルだといわれることもある。
『プリマヴェーラ』は全体的に古代ローマの詩人オウィディウスの詩歌形式の暦である『祭暦』の第5巻、5月2日の春の到来の記述をもとにしているが、細部はアンジェロ・ポリツィアーノの詩に由来しているのではないかといわれている。ただし、ポリツィアーノの詩集『ラスティクス (Rusticus)』が出版されたのは1483年で、『プリマヴェーラ』の制作年度が1482年ごろと考えられていることから、逆に『プリマヴェーラ』が『ラスティクス』に影響を与えたと主張する研究者も存在している。
古代ローマの詩人で哲学者のルクレティウスの著書『事物の本性について』の一節も『プリマヴェーラ』に影響を与えたと考えられている。
『プリマヴェーラ』の制作動機や何が影響を与えたかといった考察はともかく、この作品が1499年時点でロレンツォ・ディ・ピエルフランチェスコの財産目録に記載されていることは間違いない。そして1919年以来フィレンツェのウフィツィ美術館が所蔵している。第二次世界大戦でのイタリア戦線の間には、爆撃を避けるためにフィレンツェ南西部のモンテフュフォーニ城に移されていたが、戦火が収まったのちにウフィツィ美術館に戻された。1982年には本格的な修復を受けているが、経年変化のためにその画面は著しく退色してしまっている。